# 上关县
上关县是1947年至1949年中国共产党领导的中原解放区设立的县级行政区划。以上津、漫川关缩名，辖区地跨今湖北省郧西县和陕西省白河、旬阳、山阳一带。

## 历史
1947年11月13日农历十月初一，豫陕鄂解放区在湖北境内建立第一个县级民主政权上关县。
1949年5月陕西白河县、湖北竹溪县解放。1949年5月14日，中共陕南区委发出通知：撤销上关县。上关县管辖的原属郧西县、山阳县、旬阳县的基层政权原地不动，改变隶属关系；县机关领导分调郧西、安康、汉阴、旬阳、紫阳等地任职。1949年5月23日，上关县正式宣布撤销。

## 纪念
- 上关县政府革命旧址纪念馆：位于商洛市山阳县。2022年12月，入选陕西省不可移动革命文物名录。
- 上关县历史革命纪念馆：2005年8月，上津镇将上津古城北门内200米处的“上关县民主政府遗址”改建为纪念馆。2006年10月郧西县政府发文将上关县民主政府遗址列为县级第三批文物保护单位。[1]2007年被十堰市人民政府列为爱国主义教育基地。[2]